# Клан О'Рурк

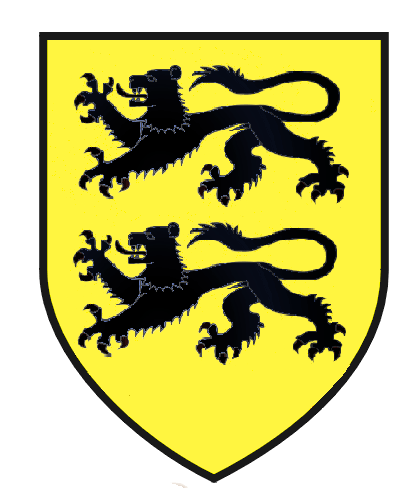
Герб вождів клану О'Рурк.

Герб земель, якими володів клан О’Рурк.

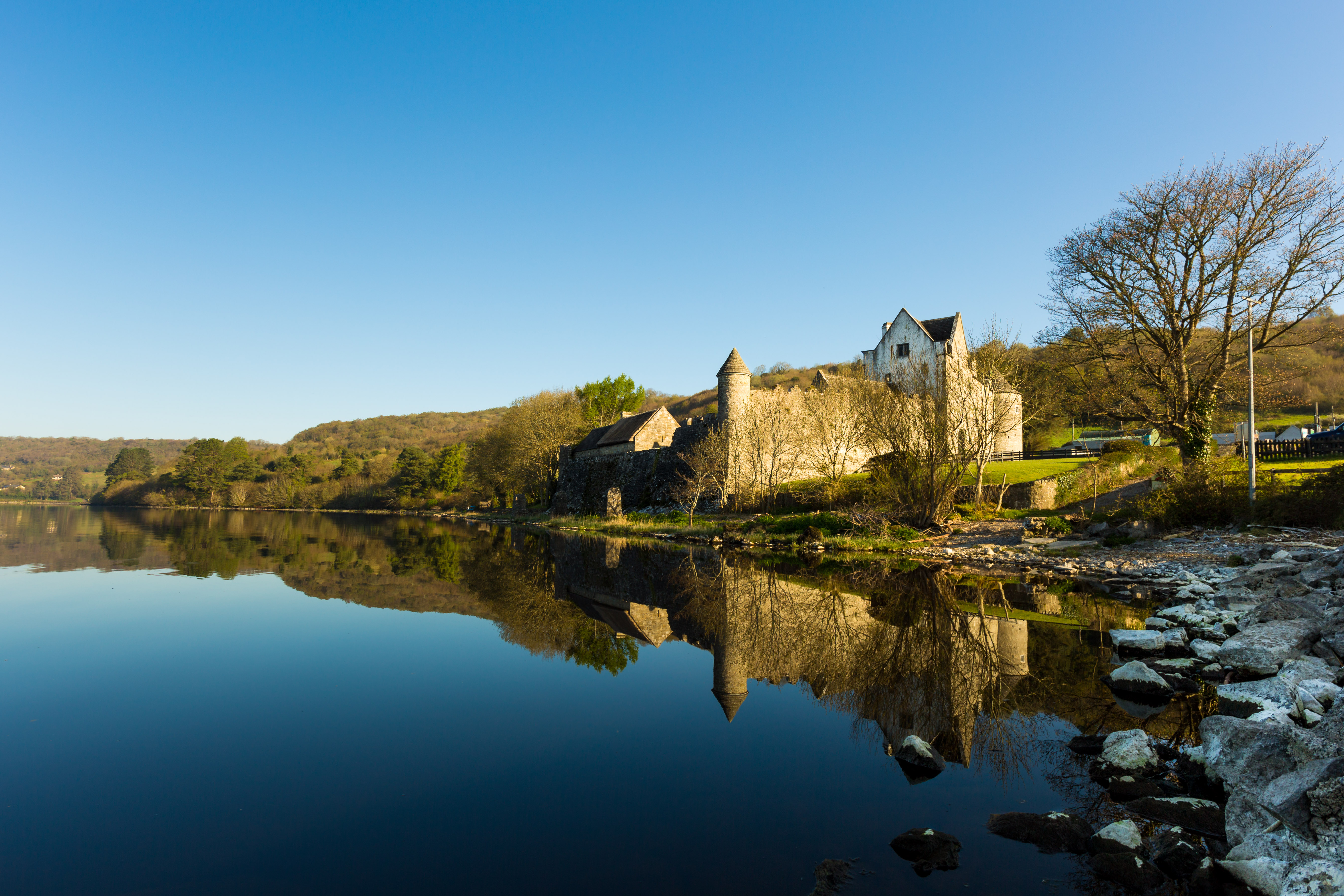
Замок Бріана О’Рурка на берегах озера Лох_Гілл.

Клан О’Рурк (англ. – Clan O'Rourke, ірл. – Clan Ó Ruairc) – клан О’Руайрк – один із кланів Ірландії, володів землями на заході Ірландії, на території нинішнього графства Літрім, вожді клану володіли титулами королів Коннахту, королів Брейфне та королів Західного Брейфне – одного з давніх королівств Ірландії, що існувало до XVII століття – до 1605 року, коли воно було остаточно завойоване Англією. Засновником клану був ірландський ватажок Фергал ва Рурк (ірл. - Fergal ua Ruairc), що походив з клану Ві Бруїн (ірл. - Uí Briúin). Клан О’Рурк засновано в 960 році. Останнім вождем клану О’Рурк був Тадг О’Рурк (ірл. - Tadhg Ó Ruairc). 

## Гасло клану
Буах (ірл. – Buagh) – Перемога.

## Іменування
Чоловік – О’Рурк (Ó Ruairc)
Дочка – Ні Рурк (Ní Ruairc)
Дружина – Бан Ві Рурк (Bean Uí Ruairc)

## Історія клану О’Рурк
Клан О’Рурк виник як гілка давнього ірландського клану Ві Бруїн (ірл. - Uí Briúin), що був королівським кланом Коннахту. Таким чином вожді клану О’Рурк є нащадками королів Коннахту. Засновником клану Ві Бруїн був Бріан – син верховного короля Ірландії Еохайда Мугмедона (344 — 351 або 357 — 365 роки правління). Бріан був старшим зведеним братом верховного короля Ірландії Ніалла (Ніла) Дев’яти Заручників (368 — 395 або 
376 — 405 роки правління). Клан Ві Бруїн ділив владу та землі з кланами Ві Фіахрах та Ві Айлелло, які походять від інших двох синів Еохайда Мугмедона – Фіахри та Айліля. Корону та трон королів Коннахту пізніше захопив клан Ві Фіахрах, а клан Ві Бруїн став лише одним з сильних кланів Коннахту в VII – VIII століттях. Клан Ві Бруїн розділився на кілька септ: Ві Бруїн Ай, що володів землями Маг н-Ай (Долиною Ай) – землями навколо давнього центру королівства Коннахт зі столицею Круаханом, що була в нинішньому графстві Роскоммон. Однією з головних гілок септи Ві Бруїн Ай була гілка Шол Муйредах (ірл. - Síol Muireadaigh), від якої походять середньовічні династії вождів клану О’Коннор та королів Коннахту.   Другою септою клану Ві Бруїн стала септа Ві Бруїн Брейфне, що стали королями Брейфне, від якої, власне, і походять клани О’Рейлі – О’Рагалах (ірл. - Ó Raghallaigh) та О’Рурк.  
Засновником клану О’Рурк був Фергал ва Рурк (ірл. - Fergal ua Ruairc) (помер в 967 році), що був королем Коннахту в 956 – 967 роках. Літописи повідомляють, що він в 961 році переміг в битві під Катінхі. Його нащадки утворили окреме королівство Брейфне і довгий час володіли його троном і короною, а після його розпаду володіли короною королівства Західне Брейфне. 
Під час англо-норманського завоювання Ірландії в 1172 році Тігеарнана Ва Рурка – короля Брейфне та Конмейс було по зрадницьки вбито в Тлахтха під час переговорів з англо-норманським полководцем Х'ю де Лейсі, що проголосив себе лордом Міт. Тігеарнану було відрубано голову, його голова та тіло були передані англо-норманам у Дубліні, де вони були виставлені на показ. Вбивство Тігернана спричинило війну за владу в Брейфне, протягом наступних ста років короля Брейфне не було, оскільки суперницькі гілки клану О'Рурк боролися за владу і корону. Цей час війни в королівстві Брейфне спричинив ворожнечу між різними гілками клану О’Рурк, регулярні сутички між ворожими гілками клану. Нестабільність і слабкість Брейфне, який вже втратив значну частину своєї території під час вторгнення нормандів, спонукали клан О'Рейлі на сході королівства розпочати війну проти правлячої династії з клану О’Рурк. До кінця 1230-х років О’Райлі узурпував контроль над Брейфне, Кахал О'Рейлі правив королівством зі сходу королівства, а Кухонахт О’Рейлі, ватажок Коннахта і союзник короля Феліма О’Конора, взяв контроль західним Брейфне і вигнав вождів клану О’Рурк. Наступні бурхливі десятиліття показали, що клан О’Рейлі перейшов на стороно норманського феодала де Бурга, а клан О’Рурк знову став союзником ірландського королівства Коннахт. До 1250 року клан О’Рейлі був витіснений із західної Брейфне. У 1256 році королівство Коннахтом і клан О’Рурк зітнулося в битві на рівнині Маг-Слехт проти клану О’Рейлі. Незважаючи на перемогу клану О’Рурк, вони втратили повний контроль над східною половиною свого королівства, і безпосередній хаос, що настав у Західному Брейфне після війни, позбавив клан О’Рурк відновити владу над всім королівством Брейфне. У результаті королівство Брейфне було остаточно розділено на Східне Брейфне (яким володів клан О’Рейлі) та Західне Брейфне (яким володів клан О’Рурк).

## Вожді клану О’Рурк
- Шон Фергал О'Руайрк (ірл. - Sean Fergal Ó Ruairc) - король Коннахту та Брейфне (964—67)
- Ніалл О'Руайрк (ірл. - Niall Ó Ruairc) - спадкоємець трону Брейфне (1000—1001)
- Аед О'Руайрк (ірл. - Aedh Ó Ruairc) (1001—1015) – син Шона Фергала.
- Арт ан Кайлех О'Руайрк (ірл. - Art an Caileach Ó Ruairc) (1020—1030?) – син Шона Фергала.
- Аед О'Руайрк (ірл. - Aedh Ó Ruairc) - лорд Дартрайге у 1029 році.
- Арт Валлах Ойрдніде О'Руайрк (ірл. - Art Uallach Oirdnidhe Ó Ruairc) - король Коннахта і Брейфне (1030—1046) – син Аеда мак Фергала.
- Ніалл О'Руайрк (ірл. - Niall Ó Ruairc) - король Брейфне та Коннахту (1047—1057 ?) – син Арта Валлаха.
- Домалл О'Руайрк (ірл. - Domnall Ó Ruairc) - лорд Брейфне 1057 (?) – син Ніалла.
- Кахал О'Руайрк (ірл. - Cathal Ó Ruairc) - лорд Брейфне (1051—1059) – син Тігернана.
- Аед ін Гілла Брайте О'Руайрк (ірл. - Aedh in Gilla Braite Ó Ruairc) (1066—1067) - син Ніалла мак Арта Валлаха.
- Аед О'Руайрк (ірл. - Aed Ó Ruairc) - король Коннахту та Брейфне (1067—1087) – син Арта Валлаха.
- Доннхад Каел О'Руайрк (ірл. - Donnchadh Cael Ó Ruairc) (1084—1085) - син Арта ан Кайлеха.
- Валгарг О'Руайрк (ірл. - Ualgharg Ó Ruairc) - спадкоємець королівства Коннахт (1085 – ?) син Ніалла мак Арта Валлаха.
- Доннхад О'Руайрк (ірл. - Donnchadh Ó Ruairc) - лорд О'Брюїн та Конмайкне (1101 – ?) син Арта О'Руайрка.
- Домналл О'Руайрк (ірл. - Domnall Ó Ruairc) - король Коннахту та Брейфне (1095—1102) – син Тігернана Валгарга.
- Кахал О'Руайрк (ірл. - Cathal Ó Ruairc) - лорд ОБрюїн Брейфне та Гайленга (1105 – ?) - син Гілла Брайте мак Тігернана.
- Домналл О'Руайрк (ірл. - Domnall Ó Ruairc) - лорд ОБрюїн (1108—1117) - син Доннхада.
- Аед ан Гілла Шронмаол О'Руайрк (ірл. - Aedh an Gilla Sronmaol Ó Ruairc) - король Конмайкне (1117—1122) – син Домналла чи Доннхада.
- Тігернан Великий О'Руайрк (ірл. - Tigernán mór Ó Ruairc) (1124—1152 та 1152—1172) – син Доннхада мак Домнайла.
- Аед О'Руайрк (ірл. - Aedh Ó Ruairc) (1152 та 1172—1176) – син Гілла Бруїдне мак Домналла.
- Амлайб О'Руайрк (ірл. - Amlaíb Ó Ruairc) (1176—1184) - син Фергала мак Домналла мак Тігернана.
- Аед О'Руайрк (ірл. - Aedh Ó Ruairc) (1184—1187) - син Маелсехланна мак Тігернана Мора.
- Домналл О'Руайрк (ірл. - Domnall Ó Ruairc) - лорд більшої частини Брейфне (1207) – син Фергала мак Домналла мак Фергала.
- Валгард О'Руайрк (ірл. - Ualgarg Ó Ruairc) (1196—1209) – син Кахала мак Аеда мак Доннхада.
- Арт О'Руайрк (ірл. - Art Ó Ruairc) (1209—1210) – син Домналла мак Фергала мак Домналла.
- Ніалл О'Руайрк (ірл. - Niall O'Ruairc) - король Дарті і клану Фермайге (1228) – син Конгалаха мак Фергала мак Домналла.
- Валгард О'Руайрк (ірл. - Ualgarg Ó Ruairc) (1210—1231) – син Кахала мак Аеда мак Доннхада.
- Кахал Ріабах О'Руайрк (ірл. - Cathal Riabach O'Ruairc) (1231—1236) – син Доннхада мак Аеда мак Гілла Брайте.
- Конхобар О'Руайрк (ірл. - Conchobar O'Ruairc) (1250—1257) - син Тігернана мак Домналла мак Кахала.
- Сітрік О'Руайрк (ірл. - Sitric O'Ruairc) (1257) - король Брейфне, коронований і вбитий у 1257 році. Син Валгарга мак Кахала.
- Амлайб О'Руайрк (ірл. - Amlaíb O'Ruairc) (1257—1258) - король Західного Брейфне, син Арта мак Домналла мак Фергала.
- Домналл О'Руайрк (ірл. - Domnall O'Ruairc) (1258) - король Брейфне, син Конхобара мак Тігернана.
- Арт О'Руайрк (ірл. - Art O'Ruairc) (1258—1259) - король Східного Брейфне, син Кахала Ріабаха мак Доннхада.
- Домналл О'Руайрк (ірл. - Domnall O'Ruairc) (1259—1260) - король Брейфне (вдруге).
- Арт Бек О'Руайрк (ірл. - Art Bec O'Ruairc) (1260) - король Західного Брейфне. Вбитий. Син Арта мак Домналлла мак Фергалла.
- Арт О'Руайрк (ірл. - Art O'Ruairc) - король Брейфне у 1261—1266 роках – син Кахала Ріабаха сина Доннхада.
- Конхобар Буйде О'Руайрк (ірл. - Conchobar Buide O'Ruairc) - король Брейфне у 1266—1273 роках, син Амлайба сина Арта.
- Тігернан О'Руайрк (ірл. - Tigernán O'Ruairc) - король Брейфне у 1273—1274 роках, син Еда сина Валгарга сина Кахала.
- Арт О'Руайрк (ірл. - Art O'Ruairc) - король Брейфне у 1275—1275 роках, син Кахала Ріабаха сина Доннхада.
- Амлайб О'Руайрк (ірл. - Amlaib O'Ruairc) - король Брейфне у 1275—1307 роках, син Арта сина Кахала Ріабаха.
- Домналл Каррах О'Руайрк (ірл. - Domnall Carrach O'Ruairc) - король Брейфне у 1307—1311 роках, син Амлайба сина Арта.
- Валгарг Великий О'Руайрк (ірл. - Ualgarg Mór O'Ruairc) -  король Брейфне у 1316—1346 роках, син Домналла Карраха.
- Флайхбертах О'Руайрк (ірл. - Flaithbheartach O'Ruairc) - король Брейфне у 1346—1349 роках, син Домналла Карраха.
- Аод Бан О'Руайрк (ірл. - Aodh bán O'Rourke) - король Брейфне у 1349—1352 роках, син Валгарга Великого сина Домналла.
- Флайхбертах О'Руайрк (ірл. - Flaithbheartach O'Ruairc) - король Брейфне у 1352 році (у тому ж році помер), син Домналла.
- Тадг на г-Коар О'Руайрк (ірл. - Tadgh na gCoar O'Rourke) - король Брейфне у 1352—1376 роках, син Валгарга Великого сина Домналла Карраха.
- Гілла Кріст О'Руайрк (ірл. - Gilla Crist O'Rourke) - лорд Брейфне, пом. 1378 року, син Валгарга Великого сина Домналла Карраха.
- Тігернан Великий О'Руайрк (ірл. - Tigernán Mór O'Rourke) - король Брейфне у 1376—1418 роках, син  Валгарга Великого сина Домналла Карраха.
- Аод Буйдне О'Руайрк (ірл. - Aodh Buidhe O'Rourke) - король Брейфне у 1418—1419 роках, син Тігернана Великого.
- Тадг О'Руайрк (ірл. - Tadhg O'Rourke) - король Захадного Брейфне у 1419—1424 роках, син Тігернана Великого.
- Арт О'Руайрк (ірл. - Art O'Rourke) - король Східного Брейфне у 1419—1424 роках, син Тадга г-Коара.
- Тадг О'Руайрк (ірл. - Tadhg O'Rourke) - король Брейфне у 1424—1435 роках, син Тігернана Великого.
- Лохланн О'Руайрк (ірл. - Lochlann O'Rourke) - король Східного Брейфне у 1435—1458 роках, син Тадга г-Коара.
- Доннхад Бака О'Руайрк (ірл. - Donnchadh Bacagh O'Rourke) - король Західного Брейфне у 1435—1445 роках, син Тігернана Великого.
- Доннхад О'Руайрк (ірл. - Donnchadh O'Rourke) - король Західного Брейфне у 1445—1449 роках, син Тігернана Ога сина Тігернана Великого.
- Тігернан Ог О'Руайрк (ірл. - Tigernán óg O'Rourke) - король Брейфне у 1449—1468 роках, син Тадга сина Тігернана Великого.
- Доннхад Лоск О'Руайрк (ірл. - Donnchadh losc O'Rourke) - напів-король Брейфне у 1468—1476 роках, син Тігернана Великого сина Валгарга Великого.
- Домналл О'Руайрк (ірл. - Domnall O'Rourke) - напів-король Брейфне у 1468—1476 роках, син Тадга сина Тігернана Великого.
- Фейдлімід (Фелімі) О'Руайрк (ірл. - Feidhlimidh O'Rourke) - король Брейфне у 1476—1500 роках, син Доннхада сина Тігернана Ога.
- Еоган (Ейян) О'Руайрк (ірл. - Eóghan O'Rourke) - король Брейфне у 1500—1528 роках, син Тігернана Ога сина Тадга.
- Фейдлімід (Фейлімі) О'Руайрк (ірл. - Feidhlimidh O'Rourke) - король Брейфне у 1528—1536 роках, син Фейдліміда син Доннхада.
- Бріан Біллах Великий О'Руайрк (ірл. - Brian Ballach Mór O'Rourke) - король Брейфне у 1528—1559, 1560—1562 роках, син Еогана сина Тігернана Ога.
- Тадг О'Руайрк (ірл. - Tadhg O'Rourke) - король Брейфне у 1559—1560 роках, син Бріана Баллаха.
- Аод (Ед) Галлда О'Руайрк (ірл. - Aodh Gallda O'Rourke) - король Брейфне у 1562—1564 роках, син Бріана Баллаха.
- Аод (Ед) Буйдне О'Руайрк (ірл. - Aodh Buidhe O'Rourke) - король Брейфне у 1564—1566 роках, син Бріана Баллаха.
- Бріан на Мурха О'Руайрк (ірл. - Brian na Múrtha O'Rourke) -  король Брейфне у 1566—1591 роках, син Бріана Баллаха.
- Бріан Ог на Савхах О'Руайрк (ірл. - Brian Óg na samhthach O'Rourke) - король Брейфне у 1591—1600 роках, син Бріана на Мурха.
- Тадг О'Руайрк (ірл. - Tadhg O'Rourke) - лорд Брейфне у 1600—1605 роках, син Бріана на Мурха.